# 32208 Johnpercy
32208 Johnpercy è un asteroide della fascia principale. Scoperto nel 2000, presenta un'orbita caratterizzata da un semiasse maggiore pari a 2,7332295 UA e da un'eccentricità di 0,0120069, inclinata di 4,02261° rispetto all'eclittica.